# Биста Патријарха српског Павла
Биста Патријарха српског Павла постављена је 16. јула 2011. године испред цркве Успења пресвете Богородице у Младеновцу.
Иницијатива да се испред цркве постави, на истоименом тргу, биста потекла је од младеновачке породице Чокић, коју је подржала Скупштина општине Младеновац.
Биста је ауторско дело вајара Дринке Радовановић.